# Frank (Album)

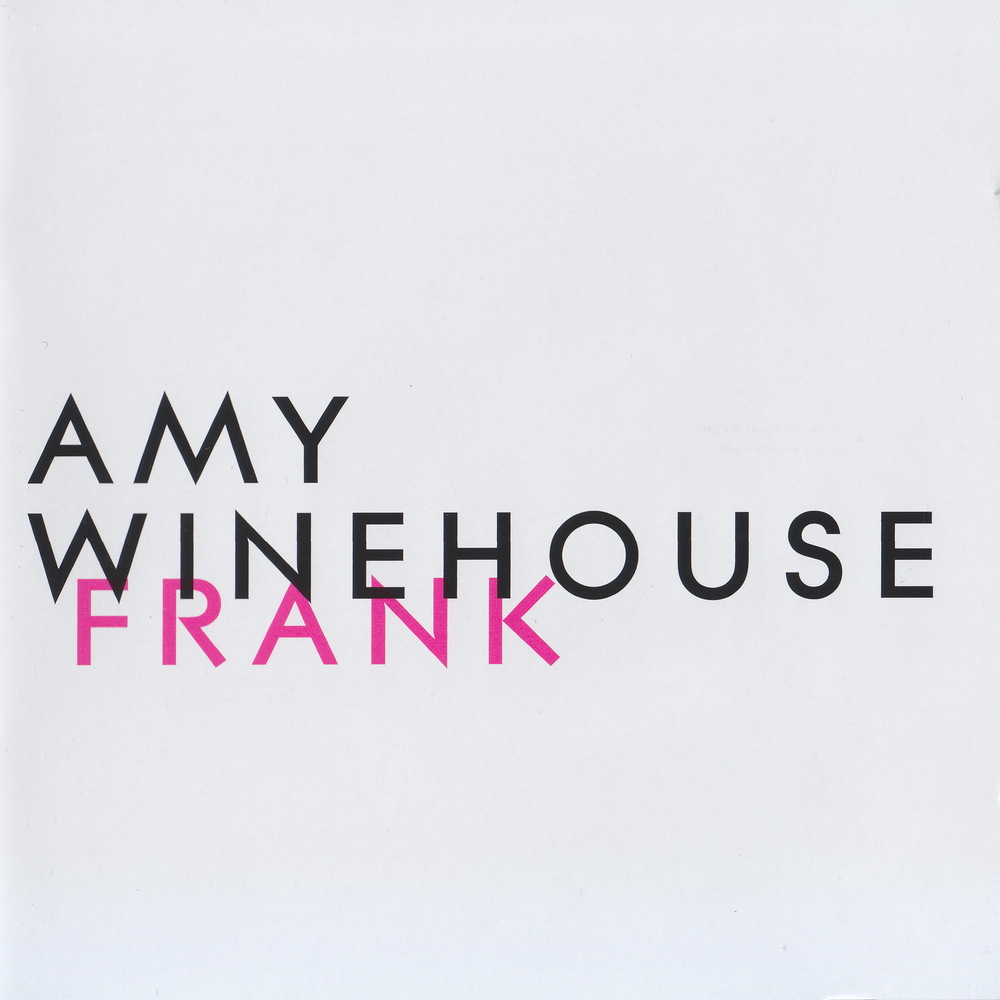
Cover des Albums "Frank" in der Deluxe Edition

Frank ist das Debütalbum der britischen Soulsängerin Amy Winehouse. Es erschien am 20. Oktober 2003 in Großbritannien und in den USA am 20. November 2007 auf Island Records. Das Album erhielt überwiegend positive Kritik und war für zwei Brit Awards, den Ivor Novello Award und Mercury Music Prize nominiert. In Deutschland drang Frank bis auf Platz 9 der Albumcharts vor. Der Albumtitel ist eine Anspielung auf den US-amerikanischen Sänger Frank Sinatra.

## Titelliste
1. Intro/Stronger Than Me (Salaam Remi, Winehouse) – 3:54
2. You Sent Me Flying/Cherry (Felix Howard, Remi, Winehouse) – 6:50
3. Know You Now (Delroy Cooper, Donovan Jackson, Earl “Chinna” Smith, Luke Smith, Gordan Williams, Winehouse) – 3:03
4. Fuck Me Pumps (Remi, Winehouse) – 3:20
5. I Heard Love Is Blind (Remi, Winehouse) – 2:10
6. Moody’s Mood for Love / Teo Licks (Dorothy Fields, Jimmy McHugh, James Moody) – 3:28
7. (There Is) No Greater Love (Isham Jones, Marty Symes) – 2:08
8. In My Bed (Remi, Winehouse) – 5:17
9. Take the Box (L. Smith, Winehouse) – 3:20
10. October Song (Matt Rowe, Stefan Skarbek, Winehouse) – 3:24
11. What Is It About Men (Wilburn Cole, Cooper, Howard, Jackson, Smith, Paul Watson, Williams, Winehouse) – 3:29
12. Help Yourself (Jimmy Hogarth, Winehouse) – 5:01
13. Amy Amy Amy / Outro (Rowe, Skarbek, Winehouse) – 13:15

### Deutsche Titelliste
1. Intro / Stronger Than Me – 3:54
2. You Sent Me Flying / Cherry – 6:48
3. Fuck Me Pumps – 3:20
4. I Heard Love Is Blind – 2:09
5. (There Is) No Greater Love / Teo Licks – 2:47
6. In My Bed – 5:15
7. Take the Box – 3:19
8. October Song – 3:24
9. What Is It About Men? – 3:29
10. Help Yourself – 5:00
11. Amy Amy Amy / Outro – 11:03 (enthält die Hidden Tracks Moody’s Mood For Love und Know You Now)
12. Fools Gold

## Kommerzieller Erfolg

### Chartplatzierungen

#### Album
| ChartsChartplatzierungen       | Höchstplatzierung | Wochen |
| ------------------------------ | ----------------- | ------ |
| Deutschland (GfK)              | 9 (48 Wo.)        | 48     |
| Österreich (Ö3)                | 5 (53 Wo.)        | 53     |
| Schweiz (IFPI)                 | 16 (30 Wo.)       | 30     |
| Vereinigte Staaten (Billboard) | 33 (24 Wo.)       | 24     |
| Vereinigtes Königreich (OCC)   | 3 (143 Wo.)       | 143    |

| ChartsJahrescharts (2007)    | Platzierung |
| ---------------------------- | ----------- |
| Vereinigtes Königreich (OCC) | 37          |

| ChartsJahrescharts (2008)    | Platzierung |
| ---------------------------- | ----------- |
| Deutschland (GfK)            | 37          |
| Österreich (Ö3)              | 27          |
| Vereinigtes Königreich (OCC) | 60          |

| ChartsJahrescharts (2011) | Platzierung |
| ------------------------- | ----------- |
| Österreich (Ö3)           | 72          |

#### Singleauskopplungen
| Jahr | Titel                          | Höchstplatzierung, Gesamtwochen, AuszeichnungChartsChartplatzierungen (Jahr, Titel, , Platzierungen, Wochen, Auszeichnungen, Anmerkungen) | Anmerkungen                             |
| Jahr | Titel                          | UK | Anmerkungen                             |
| ---- | ------------------------------ | --- | --------------------------------------- |
| 2003 | Stronger Than Me               | UK71 (1 Wo.)UK | Erstveröffentlichung: 8. September 2003 |
| 2003 | In My Bed / You Sent Me Flying | UK60 (2 Wo.)UK | Erstveröffentlichung: 27. Oktober 2003  |
| 2004 | Take the Box                   | UK57 (2 Wo.)UK | Erstveröffentlichung: 12. Januar 2004   |
| 2004 | Fuck Me Pumps / Help Yourself  | UK65 (2 Wo.)UK | Erstveröffentlichung: 2. August 2004    |

### Auszeichnungen für Musikverkäufe
| Land/Region                  | Auszeichnungen für Musikverkäufe (Land/Region, Auszeichnung, Verkäufe) | Verkäufe    |
| ---------------------------- | ---------------------------------------------------------------------- | ----------- |
| Australien (ARIA)            | Gold                                                                   | 35.000      |
| Belgien (BRMA)               | Gold (Standard) · + Gold (Deluxe-Edition)                              | (40.000)    |
| Brasilien (PMB)              | Gold                                                                   | 50.000      |
| Dänemark (IFPI)              | Gold                                                                   | (20.000)    |
| Deutschland (BVMI)           | Platin                                                                 | (200.000)   |
| Europa (IFPI)                | 2× Platin                                                              | 2.000.000   |
| Italien (FIMI)               | Platin                                                                 | (50.000)    |
| Neuseeland (RMNZ)            | Gold                                                                   | 7.500       |
| Österreich (IFPI)            | Gold                                                                   | (15.000)    |
| Polen (ZPAV)                 | Gold                                                                   | (35.000)    |
| Portugal (AFP)               | Gold                                                                   | (10.000)    |
| Schweiz (IFPI)               | Gold                                                                   | (40.000)    |
| Spanien (Promusicae)         | Gold                                                                   | (50.000)    |
| Vereinigte Staaten (RIAA)    | —                                                                      | 315.000     |
| Vereinigtes Königreich (BPI) | 3× Platin                                                              | (1.090.000) |
| Insgesamt                    | 10× Gold · 8× Platin ·                                                 | 2.407.500   |

Hauptartikel: Amy Winehouse/Auszeichnungen für Musikverkäufe